# Le Baron perché
Pour les articles homonymes, voir Le Baron.
Le Baron perché (titre original en italien : Il Barone rampante) est un roman d'Italo Calvino publié en 1957 aux éditions Einaudi et ayant reçu la même année le prix Viareggio (ex æquo avec Le ceneri di Gramsci de Pier Paolo Pasolini). Ce livre s'inscrit dans la trilogie intitulée Nos ancêtres (I nostri antenati), entre Le Vicomte pourfendu et Le Chevalier inexistant.
Il raconte la vie d'un jeune homme appelé Côme (Cosimo) Laverse du Rondeau au XVIIIe siècle, un jeune gentilhomme de Ligurie, qui décide, un beau jour, de grimper dans un arbre et de ne plus en descendre. Il passera toute sa vie dans les arbres, sans plus mettre pied à terre, afin de prouver à ses contemporains le vrai sens de la liberté et de l'intelligence, leur démontrer surtout qu'ils vivent dans la médiocrité tant au niveau de leur rapport à la nature que dans leurs amours, tellement dépourvues de folie, ou dans leur engagement historique.

## Résumé
Le 15 juin 1767, à Ombreuse, près de Gènes, en Ligurie, Cosimo Piovasco di Rondò, devenu dans la traduction en français Côme Laverse du Rondeau, qui a à peine douze ans, se révolte contre sa vieille famille noble un peu déchue (son père, le baron Arminius Laverse du Rondeau, qui veut devenir duc mais est persuadé d’être la victime d’un complot des jésuites ; sa mère, Konradine, la fille d’un général allemand qui rêve d’armées et de batailles ; son oncle qui, à demi Ottoman, est passionné d’apiculture et d’hydraulique), contre son précepteur, l’abbé Fauchelafleur (un vieux janséniste gagné par les idées nouvelles), surtout contre sa sœur, Baptiste, qui triomphe des palefreniers au jeu du bras de fer, chasse le rat, la nuit, un chandelier à la main, un fusil sous le bras, cultive des lubies culinaires, étant spécialiste des croquettes au foie de rat, des pattes de sauterelles, des queues de porc rôties enroulées en forme de gimblettes, préparant avec un malin et sadique plaisir des escargots sous maintes formes pour les déjeuners en famille. Comme, ce jour-là, elle est parvenue à décapiter des escargots pour piquer « ces têtes molles de petits chevaux avec un cure-dents, je pense, sur autant de beignets », Côme refuse de manger une fois de plus ces mollusques, et est chassé de la table. Il monte alors dans une yeuse (un chêne) du jardin familial, comme les garçons de son âge sont habitués à le faire. Mais, contrairement aux autres garçons, il ne va jamais en descendre. 
Or, comme, tout autour de lui, branches et feuilles poussent, se divisent, se rejoignent, Côme peut, d'un « léger pas d'écureuil », circuler de branche en branche et d’arbre en arbre, avec une « obstination surhumaine » (comme le dit Blaise, son jeune frère qui, seul personnage ordinaire dans son entourage, est tout naturellement le narrateur du roman). La bravade devenant une sorte d'idéal (comment réussir ce que tous affirment être impossible ?), il ne met plus jamais le pied à terre. D’en haut, il observe la vie des humains d’en bas avec plus de clarté, dit-il, avec ironie mais non sans charité, voulant prouver à ses contemporains le vrai sens de la liberté et de l'intelligence, leur démontrer surtout qu’ils n'agissent qu'en balourds et à l'étourdie, qu'ils vivent dans une morne routine, dans la médiocrité, tant dans leur rapport à la nature que dans leurs amours, tellement dépourvues de folie, ou dans leur engagement historique. Car « tout se passait comme si, plus il était décidé à rester caché dans ses branches, plus il sentait le besoin de créer de nouveaux rapports avec le genre humain. »
Après les années de formation passées à maîtriser ce mode de vie arboricole, à apprendre à passer d'arbre en arbre, sans jamais toucher le sol, devenu un Robinson qui se livre à la chasse pour se nourrir et se vêtir (car il n'a pas gardé ses cheveux poudrés, sa queue nouée d'un ruban, sa cravate de dentelle, son petit habit vert à basques, ses culottes mauves, ses longues guêtres de peau blanche et son épée au côté), à améliorer son confort, à se forger un caractère, Côme s'instruit. Il lit des milliers de livres, entassant parmi les branches toute l'Encyclopédie de Diderot et de d'Alembert, « au fur et à mesure qu'ils lui parvenaient par un libraire de Livourne ».
Il est en correspondance avec Rousseau et Voltaire, qui s'interroge sur son « cas ». Il s’intéresse à la botanique. Il apprend la typographie afin d'imprimer de petits périodiques excentriques. Il invente des systèmes hydrauliques, accumulant des barils d'eau en prévision des incendies. Il collabore avec les paysans d'Ombreuse, taillant les arbres pour un salaire modique. Il entretient des amitiés, notamment avec Jean-des-Bruyères, un bandit de grand chemin que la lecture des romans anglais du XVIIIe siècle, en particulier Clarisse Harlowe, amène à renoncer à ses méfaits ; et avec une colonie d’exilés espagnols, contraints de vivre comme lui sur les branches des arbres "Il s'agissait de nobles espagnols qui s'étaient rebellés contre le roi Charles III, pour des questions de privilèges féodaux contestés, ...". Il mène de sa vigie une bataille contre des pirates barbaresques qui enlèvent son oncle, qui est musulman. En équilibre sur un drap étendu, il livre un duel contre un ennemi jésuite. Il adhère brièvement à la franc-maçonnerie. Il conduit, en «patriote perché», la révolte des citoyens d’Ombreuse contre la dîme qui devait être acquittée au moment de la vendange avec comme signe de ralliement : "Il est mûr!". Il appuie les troupes françaises envahissant l’Italie. Il séduit même des femmes en véritable libertin, car elles semblent apprécier particulièrement de séjourner « en l’air » ; il tombe ainsi amoureux de la blonde Violette, une marquise fantasque, impétueuse, éprise d'absolu et donc sensible à son originalité, leur idylle durant vingt ans jusqu’à ce que, lassée de cette vie aventureuse, elle décide de quitter lui et son mode de vie trop particulier. Cette expérience l’ayant brisé totalement, il mène alors une existence d'ermite, s'exprimant avec la nature et les animaux. Cette excentricité lui vaut le surnom de « baron perché » assurant sa renommée dans l’Europe entière ; aussi reçoit-il de nombreuses visites, dont celle de Napoléon Bonaparte, empereur défait, venu connaître un homme à fort caractère et ayant une idéologie, qu’il reçoit en grande pompe ; mais aussi celle d’un futur héros de Tolstoï, le prince André de Guerre et paix.
Néanmoins apparaît une déraison que la rédaction de nombreux traités contribue à renforcer ; le vieux baron s'enferme dans une solitude irréversible, et tombe dans l'oubli. Finalement, fidèle à sa promesse de ne jamais retoucher terre, à plus de soixante-cinq ans, il choisit de disparaître au bout de la corde d'une montgolfière de passage, dans l’azur, sans laisser de traces. Et Blaise emmêle ses mots, et achève d'écrire tandis que son frère vient d'achever de vivre.

## Cadre historique
L'histoire se déroule au XVIIIe siècle dans un lieu isolé du Nord de l'Italie, immédiatement après la guerre de Succession d'Autriche : l'histoire commence précisément le 15 juin 1767. On y évoque en arrière-plan les campagnes de Napoléon Bonaparte, comme celle qu'il mène en Italie pendant la Révolution française (1796-1797), ou bien son passage à Milan lorsqu'il se fait proclamer roi d'Italie (1805).

## Commentaires sur l'œuvre
Ce roman sur fond historique est écrit sur le mode de la fantaisie. À partir d'un fait improbable, Italo Calvino développe son récit de la façon la plus réaliste et logique possible. C'est aussi un roman d'aventures : on se demande dès les premières lignes si le baron descendra un jour des arbres. L'auteur conserve le suspense dramatique jusqu'aux dernières pages. Mais il s'agit également d'un conte philosophique à la manière de Voltaire, où, derrière la fantaisie de la situation, Calvino engage une réflexion sur les relations entre l'homme et la société, ainsi que sur le rôle de la famille. Si Côme vit dans les arbres, c'est en effet pour s'éloigner des contraintes de la vie sociale. L'auteur, qui confesse un goût prononcé pour la solitude, semble s'identifier un peu à son héros, comme il l'écrit dans la préface du Baron perché. Que l'action du roman se déroule à la fin du XVIIIe  et au début du  XIXe siècle paraît anecdotique, si ce n'est que le Nord de l'Italie a vu défiler, à plusieurs reprises, des personnages illustres, comme Napoléon Bonaparte que Côme rencontre du haut de son arbre.
L'œuvre originale est en italien mais certains dialogues sont en allemand, en français, en arabe ou même en espagnol, au hasard des rencontres de Côme.

## Éditions et traductions
- Il Barone rampante, Turin, éditions Einaudi, « I Coralli » no 79, 1957.
- Le Baron perché (traduction de Juliette Bertrand), Paris, éditions du Seuil, 1960.
- Le Baron perché (traduction de Juliette Bertrand, revue par Michel Fusco), dans Nos ancêtres, Paris, éditions du Seuil, 2001.
- Ar Baron pintet (traduction en breton à partir de l'italien de Serj Richard). Editions Mouladurioù Hor Yezh. Octobre 2019.